# Số thực dương
Trong toán học, tập các số thực dương, {\displaystyle \mathbb {R} _{>0}=\left\{x\in \mathbb {R} \mid x>0\right\},} là tập con của các số thực mà lớn hơn không. Tập số thực không âm, {\displaystyle \mathbb {R} _{\geq 0}=\left\{x\in \mathbb {R} \mid x\geq 0\right\},} có bao gồm số 0. Tuy ký hiệu {\displaystyle \mathbb {R} _{+}} và {\displaystyle \mathbb {R} ^{+}} đều có thể sử dụng cho cả hai, cách dùng {\displaystyle \mathbb {R} _{+}} hay {\displaystyle \mathbb {R} ^{+}} cho {\displaystyle \left\{x\in \mathbb {R} \mid x\geq 0\right\}} và {\displaystyle \mathbb {R} _{+}^{*}} hay {\displaystyle \mathbb {R} _{*}^{+}} cho {\displaystyle \left\{x\in \mathbb {R} \mid x>0\right\}} thường được sử dụng, với dấu sao ký hiệu việc loại bỏ số 0 trong tập hợp và đủ hiểu với các nhà toán học.
Trong mặt phẳng phức, {\displaystyle \mathbb {R} _{>0}} được coi là trục thực dương, và thường được vẽ bằng một tia ngang.

## Các tính chất
Tập {\displaystyle \mathbb {R} _{>0}} đóng dưới phép cộng, nhân và chia. Nó thừa kế tô pô từ hello
đường số thực và đó có cấu trúc của nhóm tô pô nhân hoặc của nửa nhóm tô pô.
Với bất kỳ số thực dương {\displaystyle x,} dãy số {\displaystyle \left\{x^{n}\right\}} có 3 kết quả sau: Khi {\displaystyle x\in (0,1),} giới hạn của dãy bằng không; Khi {\displaystyle x=1,} dãy này là dãy hằng; và khi {\displaystyle x>1,} dãy số này không bị chặn.
{\displaystyle \mathbb {R} _{>0}=(0,1)\cup \{1\}\cup (1,\infty )} và các hàm nghịch đảo phép nhân đổi chỗ các khoảng nào. Hàm lấy phần nguyên, {\displaystyle \operatorname {floor} :[1,\infty )\to \mathbb {N} ,\,x\mapsto \lfloor x\rfloor ,} và hàm lấy phần lẻ, {\displaystyle \operatorname {excess} :[1,\infty )\to (0,1),\,x\mapsto x-\lfloor x\rfloor ,}được dùng để mô tả phần tử {\displaystyle x\in \mathbb {R} _{>0}} bằng dãy số trong liên phân số {\displaystyle \left[n_{0};n_{1},n_{2},\ldots \right],} là dãy có được hàm floor và sau khi các phần lẻ đều đã được nghịch đảo. Đối với {\displaystyle x} hữu tỷ, dãy kết thúc với biểu thức liên phân số chính xác của {\displaystyle x,} và đối với {\displaystyle x} vô tỷ toàn phương dãy trở thành liên phân số có chu kỳ.
Tập được sắp {\displaystyle \left(\mathbb {R} _{>0},>\right)} có thứ tự toàn phần nhưng không phải tập sắp thứ tự tốt.
Trong nghiên cứu các nhóm cổ điển, với mọi {\displaystyle n\in \mathbb {N} ,} , hàm lấy định thức là ánh xạ từ các ma trận {\displaystyle n\times n} sang tập các số thực: {\displaystyle \mathrm {M} (n,\mathbb {R} )\to \mathbb {R} .} Giới hạn sang chỉ còn các ma trận khả nghịch cho được ánh xạ từ nhóm tuyến tính tổng quát sang tập số thực khác không: {\displaystyle \mathrm {GL} (n,\mathbb {R} )\to \mathbb {R} ^{\times }.} Giới hạn tiếp sang các ma trận có định thức dương được ánh xạ sau {\displaystyle \operatorname {GL} ^{+}(n,\mathbb {R} )\to \mathbb {R} _{>0}}; coi ảnh của ánh xạ trên là nhóm thương bởi nhóm con chuẩn tắc {\displaystyle \operatorname {SL} (n,\mathbb {R} )\triangleleft \operatorname {GL} ^{+}(n,\mathbb {R} ),} được gọi là nhóm tuyết tính đặc biệt, qua đó chứng minh rằng tập các số thực dương là nhóm Lie.